# John Stacy
John Stacy (* 3. Januar 1914 in Sydney, New South Wales; † 20. August 1988 in Rom, Latium, Italien) war ein australischer Schauspieler.

## Leben
Stacy wurde am 3. Januar 1914 in Sydney geboren. In jungen Jahren zog er nach Italien und lernte akzentfreies Italienisch. Ab den 1950er Jahren wirkte er als Filmschauspieler in einer Reihe von Spielfilmproduktionen mit. Oftmals übernahm er in den italienischen Filmproduktionen die Rolle eines Ausländers. 1954 verkörperte er in Cose da pazzi die Rolle des Herrn Guidi. 1965 stellte er im Historienfilm Michelangelo – Inferno und Ekstase die Rolle des Sagallo dar. Zwei Jahre später spielte er die Rolle des Sir Bryan im Film Fünf gegen Casablanca. 1977 stellte er im Tierhorrorfilm Yeti – Der Schneemensch kommt die Rolle des Wissenschaftlers Prof. Henry Wassermann dar. 1980 wirkte er im Film Meine Frau ist eine Hexe mit. Im Folgejahr spielte er die Rolle des Assistenten von Luigi Morgan im Film Asso – Ein himmlischer Spieler. Seine letzte Rolle hatte er als Prof. Grabowski 1984 im Fernsehfilm Johannes Paul II. – Sein Weg nach Rom.
Er starb am 20. August 1988 im Alter von 74 Jahren in Rom.

## Filmografie (Auswahl)
- 1953: Una donna prega
- 1953: Orient Express (Fernsehserie, Episode 1x13)
- 1954: Cose da pazzi
- 1954: Begegnung in Rom (Una parigina a Roma)
- 1954: Schade, daß du eine Kanaille bist (Peccato che sia una canaglia)
- 1955: Conrad Nagel Theater (Fernsehserie, 6 Episoden, verschiedene Rollen)
- 1955: Der Rommel-Schatz (Il tesoro di Rommel)
- 1956: The Adventures of the Big Man (Fernsehserie, Episode 1x03)
- 1956: Krieg und Frieden (War and Peace)
- 1956: Captain Gallant of the Foreign Legion (Fernsehserie, Episode 2x01)
- 1956: Die Abenteuer der drei Musketiere ( I tre moschettieri, Fernsehserie)
- 1958: Them Nice Americans
- 1959: Die Katzenbande (The Cat Gang)
- 1959: The Headless Ghost
- 1959: BBC Sunday-Night Theatre (Fernsehserie, Episode 10x47)
- 1959: ITV Play of the Week (Fernsehserie, Episode 5x16)
- 1960: International Detective (Fernsehserie, Episode 1x24)
- 1961: Happy End im September (Come September)
- 1961: Il pianeta degli uomini spenti
- 1961: Barabbas (Barabbà)
- 1962: Pontius Pilatus
- 1962: Hörig (Senilità)
- 1963: Achteinhalb (8½)
- 1963: La ragazza che sapeva troppo
- 1963: April entdeckt Rom (Gidget Goes to Rome)
- 1964: Disney-Land (Disneyland, Fernsehserie, 2 Episoden)
- 1965: Michelangelo – Inferno und Ekstase (The Agony and the Ecstasy)
- 1965: Il morbidone
- 1966: Judith
- 1966: Io, io, io.... e gli altri
- 1966: Modesty Blaise – Die tödliche Lady (Modesty Blaise)
- 1966: Sicario 77 – tot oder lebendig (Sicario 77, vivo o morto)
- 1966: Kriminal
- 1967: Assalto al tesoro di stato
- 1967: Fünf gegen Casablanca (Attentato ai tre grandi)
- 1967: Mach mich kalt, ich friere (Fai in fretta ad uccidermi… ho freddo!)
- 1967: Von Angesicht zu Angesicht (Faccia a faccia)
- 1967: I barbieri di Sicilia
- 1967: Die Abenteuer des Kardinal Braun (Operazione San Pietro)
- 1969: Jerry, der Herzpatient (Hook, Line & Sinker)
- 1969: A Thousand & One Nights
- 1969: Die Klette (Un detective)
- 1969: Die zum Teufel gehen (La legione dei dannati)
- 1969: Ihr Auftritt, Al Mundy (It Takes a Thief, Fernsehserie, Episode 3x01)
- 1970: Spezialkommando Wildgänse (Appuntamento col disonore)
- 1971: The Statue
- 1972: Continuavano a chiamarli … Er Più, Er Meno
- 1972–1973: L'età di Cosimo de Medici (Miniserie, 2 Episoden)
- 1973: Todesgrüße von Gamma 03 (The Big Game)
- 1974: Descartes (Fernsehfilm)
- 1974: Mussolini – Die letzten Tage (Mussolini – ultimo atto)
- 1975: Blutiges Märchen (Mondo candido)
- 1976: Skandal (Scandalo)
- 1977: Hilfe, ich bin eine männliche Jungfrau (Casanova & Co.)
- 1977: Yeti – Der Schneemensch kommt (Yeti – Il gigante del 20º secolo)
- 1978: Quando c’era lui … caro lei!
- 1978: Io tigro, tu tigri, egli tigra
- 1978: Mord in Perfektion (Indagine su un delitto perfetto)
- 1978: Tanto va la gatta al lardo...
- 1978–1979: Le affinità elettive (Miniserie, 3 Episoden)
- 1979: Das Concorde Inferno (Concorde Affaire ’79)
- 1979: L'étrange monsieur Duvallier (Fernsehserie, Episode 1x03)
- 1979: Caligula
- 1980: Meine Frau ist eine Hexe (Mia moglie è una strega)
- 1980–1981: Orient-Express (Il treno per Istanbul, Miniserie, 4 Episoden)
- 1981: Asso – Ein himmlischer Spieler (Asso)
- 1981: Kennwort – Salamander (The Salamander)
- 1982: Wer hat dem Affen den Zucker geklaut? (Grand Hotel Excelsior)
- 1983: Great Performances (Fernsehserie, Episode 11x11)
- 1983: Zeder – Denn Tote kehren wieder (Zeder)
- 1984: Wild Beasts
- 1984: Johannes Paul II. – Sein Weg nach Rom (Pope John Paul II, Fernsehfilm)